# 中華猛蝦蛄
中華猛蝦蛄（学名：Harpiosquilla sinensis）为蝦蛄科猛蝦蛄屬下的一个种，分布于中国南部海域。體長可达235毫米。其尾部有两个对称的黑色眼斑，全身呈淡金色。
其种加词“sinensis”意为“中华的”。